# Brezovo Polje
Brezovo Polje är ett samhälle i Bosnien och Hercegovina.   Det ligger i distriktet Brčko, i den nordöstra delen av landet, 120 km norr om huvudstaden Sarajevo. Brezovo Polje ligger 96 meter över havet och antalet invånare är 1393.
Terrängen runt Brezovo Polje är platt.Närmaste större samhälle är Brčko, 11,9 km väster om Brezovo Polje. 
Trakten runt Brezovo Polje består till största delen av jordbruksmark. Runt Brezovo Polje är det ganska tätbefolkat, med 67 invånare per kvadratkilometer.

## Historik
Orten Brezovo Polje (på svenska ungefär Björkarnas fält), hade  före de jugoslaviska krigen cirka 2 000 invånare. Emellertid avfolkades byn genom den etniska rensningen mot den muslimska befolkningen som serbisk milis utförde. 2008 bodde cirka 500 personer i samhället som hade två moskéer och en serbisk-ortodox kyrka. Den större moskén, Azizija, som uppfördes under det osmanska rikets styre i Bosnien, har uppkallats efter Abdul Aziz. 1992 sprängdes båda moskéerna av serbisk milis.

## Personer från Brezovo Polje
- Negra Efendić, journalist